# A44 (autoestrada)

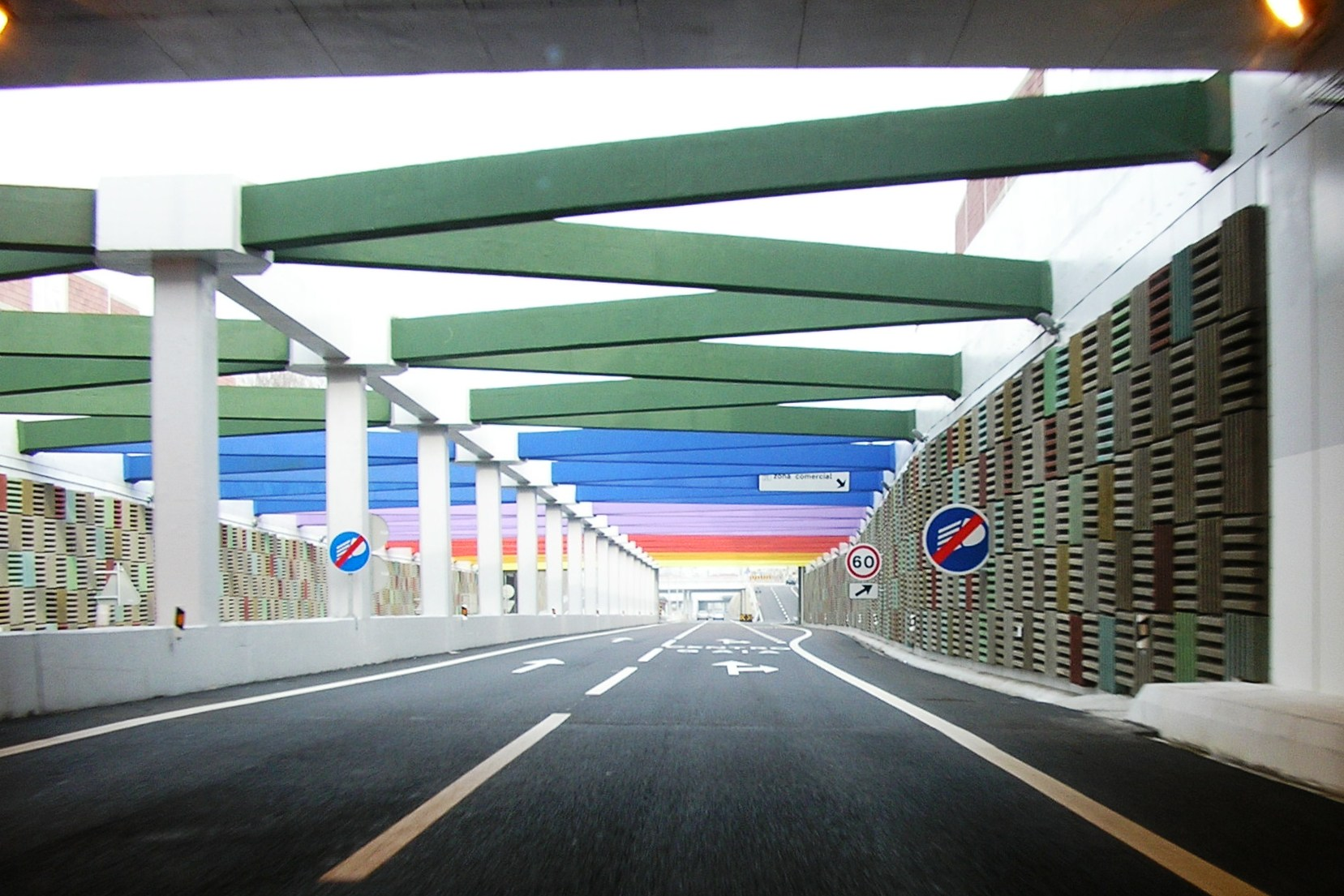
A 44 em Vila Nova de Gaia.

A   A 44  - Autoestrada de Vila Nova de Gaia é oficialmente uma autoestrada portuguesa da região do Grande Porto que permite o acesso dos agregados do litoral a sul do Porto à cidade Invicta, constituindo-se também como uma alternativa ao tráfego que passa do centro de Gaia. Originalmente, quando a construção desta via foi lançada (em 2000), esta não era considerada uma autoestrada, mas sim uma via rápida com perfil transversal de autoestrada (similar ao IC19 ou IC23); deste modo, estava previsto que esta estrada viesse a ser numerada como IC1 até Coimbrões e IC23 daí até ao Freixo. Contudo, em meados da década de 2000, esta estrada foi reclassificada como autoestrada, recebendo então a numeração A44. O troço Gulpilhares–Coimbrões abriu já com a sinalização de A44; por outro lado, o troço Coimbrões–Freixo mantém a designação IC23.
O seu percurso é Gulpilhares - Valadares - Coimbrões - Vila Nova de Gaia - Ponte do Freixo.
Está dividida em dois troços:
- o primeiro, entre Gulpilhares e Coimbrões (Gaia), foi construído sobre a antiga estrada nacional 109 e foi primeiramente baptizado como sendo parte da auto-estrada A 29, denominação que ainda hoje se mantém erroneamente nalguma da sinalização dos acessos à auto-estrada. Este troço, de 4 km de extensão, não possui um perfil adequado ao de uma auto-estrada: as faixas de rodagem são estreitas e existe inclusivamente uma paragem de autocarro junto à via, no nó da Madalena. Está integrado na Concessão Rodovária da Costa de Prata, atribuída à Ascendi, e é gratuito.
- o segundo, mais recente, com uma extensão de cerca de 5 km, faz a ligação entre a   A 1 , em Coimbrões (Gaia) e a   A 20  junto à Ponte do Freixo, atravessando a cidade de Vila Nova de Gaia. Faz parte da Via de Cintura Interna do Porto, sendo o seu troço mais recente. É concessionada pela AEDL, a quem foi atribuída a Concessão Douro Litoral e é gratuito.

Traçado da A 44 no Google Maps e fotografias do Google StreetView

## Histórico de Troços

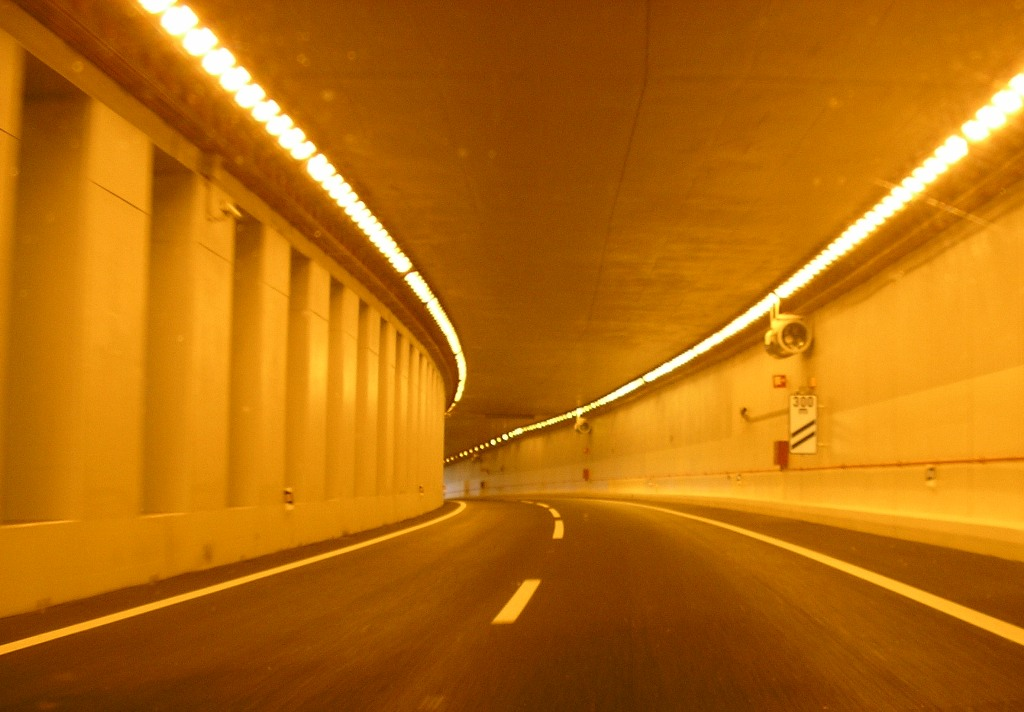
Túnel Soares dos Reis, na A 44, em V.N. Gaia

.
|     | Troço           | Situação                                                         | km  |
| --- | --------------- | ---------------------------------------------------------------- | --- |
|     | A 29 - Madalena | Em serviço (2004) (Concessão: SCUT Costa da Prata)               | 3,1 |
|     | Madalena - A 1  | Em serviço (2000) (Concessão: SCUT Costa da Prata)               | 0,9 |
| VCI | A 1 - A 20      | Em serviço (2007) (Concessão: Infra-Estruturas de Portugal (IP)) | 4,8 |

## Perfil
| Troço                | Perfil | Extensão |
| -------------------- | ------ | -------- |
| Gulpilhares - Freixo |        | 9 km     |

## Saídas
.

### Gulpilhares - Areinho
| Número da Saída             | Nome da Saída                                                                  | Estrada que liga |
| --------------------------- | ------------------------------------------------------------------------------ | ---------------- |
|                             | Porto por Ponte do Freixo / Canelas Aveiro / Espinho                           | A 29             |
| 1                           | Vilar do Paraíso Francelos                                                     |                  |
| 2                           | Valadares estação C.F.                                                         |                  |
| 3                           | Madalena Gaia (Santo Ovídio) / Vilar do Paraíso                                |                  |
| 4                           | Porto (centro) por Ponte da Arrábida Lisboa / Gaia (Santo Ovídio)              | A 1 (VCI) A 1    |
| Início do troço comum à VCI |                                                                                |                  |
|                             | Gaia (Coimbrões)                                                               |                  |
|                             | Gaia (Barrosas/Devesas) Afurada                                                |                  |
|                             | Gaia (centro) - Av. República                                                  |                  |
|                             | Gaia (Rua Raimundo de Carvalho) Oliveira do Douro / Porto por Ponte do Infante |                  |
|                             | Porto (centro) por Ponte do Freixo Lisboa / Gaia                               | A 20 (VCI) A 20  |